# 斎藤利為
斎藤 利為（さいとう としため、生年不詳 - 永正2年4月17日（1505年5月20日））は、室町時代の武将。左衛門尉と称す。斎藤利藤の子又は養子。子に斎藤利茂。法名中明宗玉居士。
土岐氏の三奉行職を務める家柄の出身で、土岐成頼・土岐政房に仕えた。船田合戦では政房、斎藤利国（妙純）に味方し、合戦後に敗れて隠居を余儀なくされた守護代斎藤利藤（妙純の異母兄）の養子となり、墨俣城主となる。後に墨俣の明台寺に義父のため供養塔を建てている。